# روب أمبروز
روب أمبروز (بالإنجليزية: Rob Ambrose)‏ هو لاعب كرة قدم أمريكية أمريكي، ولد في 30 يوليو 1970 في سكوكي في الولايات المتحدة.